# بریج‌واتر هاوس

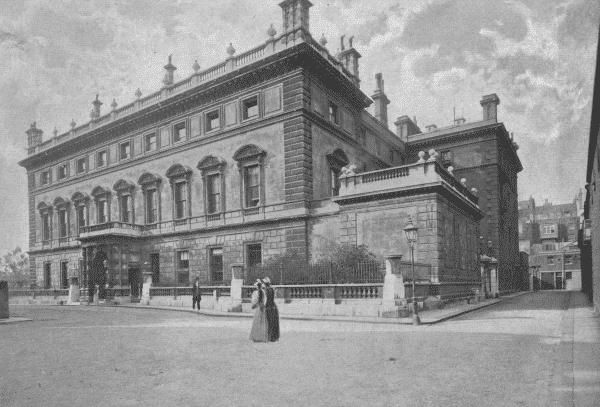
بریج‌واتر هاوس در سال ۱۸۹۶

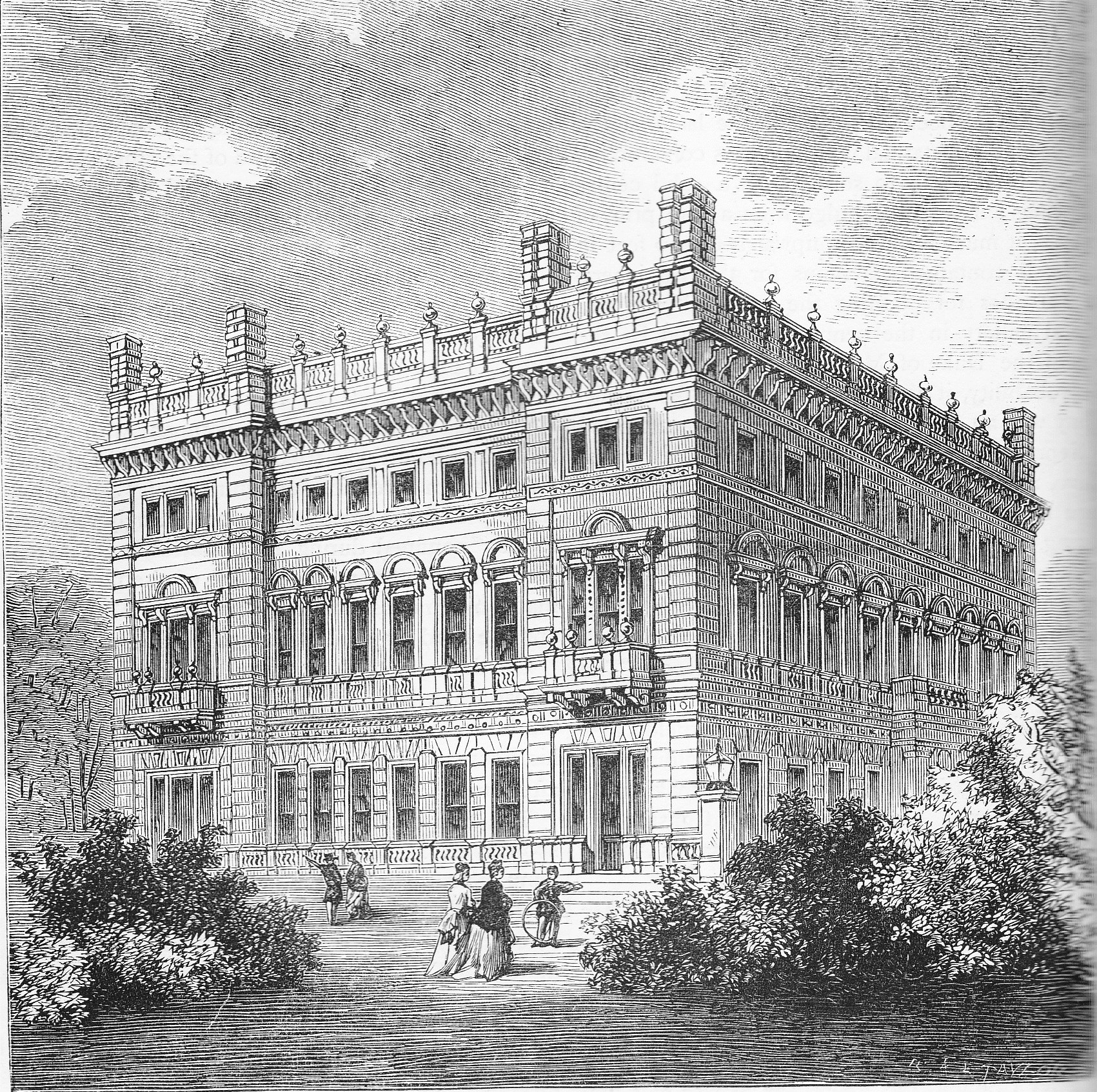
تصویری از بریج‌واتر هاوس در یک اثرِ کنده‌کاری بر چوب در قرن نوزدهم میلادی

بریج‌واتر هاوس (انگلیسی: Bridgewater House) نام یک عمارت مسکونی اشرافی است که در خیابان کلیولند در محلهٔ سنت جیمزس لندن واقع شده و در زمرهٔ بناهای فهرست‌شده درجه اول جای دارد.
این عمارت در آغاز، «برک‌شر هاوس» نام داشته و حوالی سال ۱۶۲۷–۱۶۲۶ میلادی برای «تامس هاوارد» ساخته شد که فرزند دومِ اِرلِ سافک (سرپرست اصطبل سلطنتیِ ولیعهدِ وقت، چارلز یکم انگلستان) بود.
بریج‌واتر هاوس در جریان جنگ‌های داخلی انگلستان توسط نیروهای طرفدار حکومت پارلمانی اشغال شد و به عوان ساختمانِ سفارت پرتغال بکار گرفته شد. بعدها نامش به «کلیولند هاوس» تغییر یافت و مالکش «دوشسِ کلیولند، باربارا ویلرز»، تغییراتی در آن اعمال نمود و کمی بازسازی‌اش کرد و در سال ۱۷۰۰ میلادی، آنرا به اِرل سومِ بریج‌واتر «جان ایگرتون» فروخت که تا سال ۱۹۴۸ در مالکیت وی و ورثه‌اش بود.
طراحی مجدد این عمارت در سال ۱۸۴۰ توسط چارلز بری در سبک پلاتزو انجام شد و تکمیل آن تا سال ۱۸۵۴ به‌طول انجامید و در ساخت آن از نوعی خاگه‌سنگ آهکی استفاده شده است.
این ساختمان در جریان جنگ جهانی دوم دچار آسیب‌دیدگی و خالی از سکنه شد و برای مصارف اداری به‌کار رفت.
در سال ۱۹۸۱ میلادی، یک ثروتمند و غول کشتی‌رانی به نام «یانیس لاتسیس» این عمارت را خرید و آنرا بازسازی نمود که هنوز هم در مالکیت وی و خانواده‌اش قرار دارد.